# Ilyushin Il-10
Ilyushin Il-10 (Cyrillic Ил-10) là một máy bay cường kích của Liên Xô được phát triển vào cuối Chiến tranh Thế giới II bởi phòng thiết kế Ilyushin. Nó cũng được chế tạo theo giấy phép tại Tiệp Khắc bởi hãng Avia với tên gọi Avia B-33.

## Phát triển
Khi nổ ra các trận đánh ở Mặt trận phía Đông trong Chiến tranh Thế giới II, Không quân Xô viết (VVS) đã sử dụng loại máy bay cường kích rất nổi tiếng Ilyushin Il-2 Shturmovik, nó được trang bị động cơ thẳng hàng Mikulin AM-38. Với những tiến triển của cuộc chiến, người Xô viết đã tiếp tục phát triển mẫu máy bay mới kế thừa nhưng ưu điểm của Il-2. Mục đích chính là tăng vận tốc và độ cơ động ở độ cao thấp, chủ yếu để tránh pháo phòng không loại nhỏ, đây là thứ vũ khí chính gây nguy hiểm cho máy bay cường kích, và loại bỏ những khuyết điểm của Il-2. Dự án đầy triển vọng nhất về một máy bay đột kích bám sát mặt đất có khả năng cơ động tốt và trọng lượng nhẹ là Sukhoi Su-6, được phát triển bởi phòng thiết kế của Pavel Sukhoi vào năm 1942. Vào cùng thời gian, Sergey Ilyushin cũng phát triển một máy bay hạng nặng VSh hay Il-8 M-71, xuất phát từ thiết kế của Il-2, và phần nào đó hoàn toàn lấy từ thiết kế của Il-2. Cả hai dự án đều được trang bị nguyên mẫu động cơ bố trí tròn M-71, nhưng mẫu động cơ này không được chế tạo.
Năm 1943, Ilyushin bắt đầu công việc đối với máy bay mới mang tên Il-1, đây sẽ là một máy bay tiêm kích-cường kích bọc giáp hạng nặng có 1 hoặc 2 chỗ, có nghĩa là máy bay này chủ yếu để chiến đấu với các máy bay ném bom và vận tải. Il-1 tương tự như thiết kế của Il-2, nhưng hiện đại và gọn hơn, và nó có động cơ Mikulin mới là AM-42. Nhưng, không quân đã từ bỏ ý tưởng về loại tiêm kích bọc giáp hạng nặng, vì tốc độ thấp và cũng không đủ khả năng để trở thành một máy bay đánh chặn các máy bay ném bom hiện đại. Do đó, Ilyushin quyết định sửa chữa Il-1 thành một máy bay cường kích hai chỗ, tên gọi mới là Ilyushin Il-10 vào đầu năm 1944 (các số lẻ được dùng cho máy bay tiêm kích). Mùa xuân năm 1944, Il-10 đã thực hiện bay thử nghiệm, và trải qua các cuộc thử nghiệm cấp nhà nước vào tháng 6, sau đó nó đã được chấp nhận đưa vào sản xuất hàng loạt.
Vào cùng thời gian này, Ilyushin cũng đã hoàn thành nguyên mẫu thử nghiệm của máy bay tấn công mặt đất hạng nặng là Il-8, đây cũng là mẫu máy bay xuất phát từ thiết kế il-2 và cùng động cơ AM-42. Nó mang hơn về trọng tải là 1000 kg, nhưng có hiệu suất thấp hơn so với Il-10. Mẫu máy bay cạnh tranh thứ ba là một phiên bản mới của Sukhoi Su-6, cũng trang bị động cơ AM-42. Sau các cuộc thử nghiệm so sánh, Il-10 đã được chọn làm người chiến thắng và trở thành một máy bay tấn công mặt đất mới sẽ được sản xuất cho quân đội Xô viết, dù một số quan điểm cho rằng Su-6 là máy bay tốt hơn, với hiệu suất kém hơn và trọng tải mang được ít hơn, nhưng lại có súng trang bị tốt hơn. Đặc biệt là, nguyên mẫu Su-6 khi thử nghiệm lại mang trọng tải tối đa, đây là nguyên nhân khiến hiệu suất thấp hơn so với Il-10, trong khi đó Il-10 lại thử nghiệm với trọng tải thường. Một số lợi thế của Il-10 là do kỹ thuật tương đồng với Il-2.

### Sản xuất

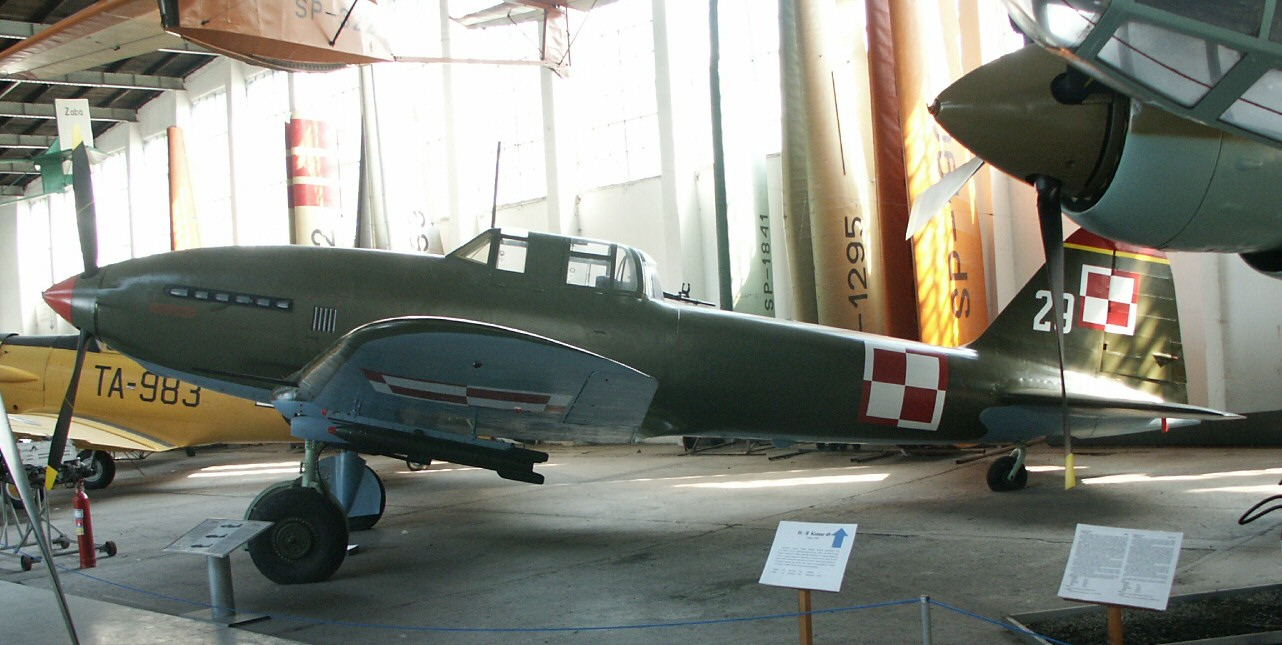
Avia B33 tại Bảo tàng Hàng không Ba Lan

Với quyết định của Ủy ban Quốc phòng Nhà nước (GKO), vào 23 tháng 8-1944, Il-10 đã được sản xuất hàng loạt. Nó được trang bị vũ khí tương tự như mẫu Il-2 mới nhất, với 2 pháo 23 mm WYa-23 và 2 súng máy ở cánh, 1 súng máy bay 12.7 mm cho xạ thủ phía sau, và 400 kg (tối đa 600 kg) bom. Không giống như Il-2 và Su-6, lúc đầu nó dự định mang các rocket.
Việc sản xuất Il-10 bắt đầu tại nhà máy số 1 và số 18 tại Kuybyshev. Loạt máy bay đầu tiên bay vào ngày 27 tháng 9-1944 và 99 máy bay đã được sản xuất vào cuối năm 1944. Loạt máy bay sản xuất đầu tiên đã này sinh những vấn đề về bộ bánh răng, đáng chú ý nhất là những lỗi động cơ và hỏa lực. Đa số những vấn đều được loại trừ vào năm 1945. Máy bay được sản xuất từ tháng 4-1945 có thể mang 4 tên lửa không đối đất không điều khiển. Máy bay sản xuất từ năm 1947 được trang bị vũ khí mạnh hơn, 4 pháo 23 mm NS-23 ở cánh và 1 pháo 20 mm ở phía sau. Il-10 kết thúc sản xuất vào năm 1949, có 4.600 chiếc được chế tại; vào hai năm cuối của giai đoạn sản xuất, chúng được chế tạo tại nhà máy số 64.
Năm 1945-1947, Liên Xô cũng đã chế tạo 280 chiếc máy bay huấn luyện phiên bản UIl-2 hay Il-10U. Buồng của xạ thủ phía sau được thay thế với một buồng của người hướng dẫn lớn hơn, trnag bị hệ thống điều khiển kép. Hiệu suất và cấu trúc của nó tương tự như phiên bản chiến đấu, trừ vũ khí, nó không trang bị 2 pháo, 2 tên lửa và bom.
Năm 1951, hãng Avia của Tiệp Khắc đã có được giấy phép sản xuất Il-10 với tên gọi B-33. Chiếc đầu tiên bay vào ngày 26 tháng 12-1951. Lúc đầu, động cơ là của Liên Xô chế tạo. Từ năm 1952, động cơ cũng được sản xuất tại Tiệp Khắc với tên gọi M-42. Ngoài phiên bản chiến đấu, phiên bản huấn luyện cũng được chế tạo mang tên CB-33. Tổng cộng, 1.200 chiếc B-33 đã được chế tạo vào năm 1956.
Năm 1951, với những kinh nghiệm thu được từ Chiến tranh Triều Tiên, Không quân Xô viết đã quyết định máy bay cường kích động cơ cánh quạt sẽ vẫn tiếp tục được sử dụng, và do đó phiên bản mới của Il-10 là Il-10M đã được chế tạo. Il-10M bay lần đầu vào 2 tháng 7-1951. Nó dài hơn, sải cánh dài hơn, và bề mặt điều khiển lớn hơn, với một bộ thăng bằng dưới đuôi. Nó được trang bị 4 khẩu pháo NR-23 mới được lắp trên cánh, trọng tải tối đa giống như Il-10, và thiết bị dẫn đường mới được lắp đặt, cho phép máy bay có thể bay trong mọi điều kiện thời tiết. Tốc độ giảm một ít, nhưng khả năng điều khiển bằng tay tăng lên. Trong giai đoạn 1953-1954, 146 chiếc Il-10M đã được chế tạo, có 10 chiếc được chế tạo tại nhà máy số 168 tại Rostov-on-Don.
Tổng cộng đã có 6.166 chiếc mọi phiên bản Il-10 được chế tạo, bao gồm những chiếc chế tạo theo giấy phép.
Những cuộc thử nghiệm đã tiến hành thí nghiệm Il-10 với động cơ AM-43 và AM-45, nhưng đều không thành công. Thiết kế tiếp theo của Ilyushin là một máy bay đột kích bám sát hỗ trợ hạng nhẹ Il-16, với hiệu suất tăng lên và vũ khí trang bị tương tự. Nó bay lần đầu tiên vào 10 tháng 6-1945. Việc sản xuất hàng loạt quy mô nhỏ bắt đầu, nhưng công việc đã bị hủy bỏ vào năm 1946 do động cơ AM-43 không đáng tin cậy.

## Thiết kế

### Miêu tả kỹ thuật
Khung máy bay gồm một động cơ piston, buồng lái hai chỗ, một tầng cánh, mái che và cấu trúc bằng kim loại. Máy bay được bọc giáp kỹ. Phần trước của máy bay, với buồng lái, là một lớp vỏ giáp tấm bằng kim loại dày 4–8 mm; phía dưới động cơ cũng được bọc giáp 8 mm, còn phía trên động cơ thì không được bọc giáp. Kính chắn gió phía trước được làm bằng kính chống đạn dày 64 mm (2.5 inch). Nắp khoang lái phía trên phi công, cạnh khung cửa trong buồng lái, bức vách giữa các ghế ngồi của phi công và bức vách phía sau của buồng lái cũng được bọc giáp. Tổng trọng lượng của các tấm giáp là 994 kg, bao gồm cả các phụ kiện. Cánh gồm có một bộ phận ở giữa, với 2 khoang chứa bom, và hai tấm bảng ở xa hơn có thể tháo ra được. Bộ càng của máy bay có thể chuyển động được. Các bánh lốp chính gấp lại đối với bộ phận phía sau, sau khi quay một góc 86°.
Những chiếc Il-10 ban đầu có hai pháo tự động 23 mm WYa-23 (150 viên đạn mỗi khẩu) và 2 súng máy 7.62 mm ShKAS (750 viên mối khẩu) gắn ở cánh, và một súng máy 12.7 mm UBT dành cho xạ thủ ở phía sau với 150 viên đạn (BU-8). Góc quét ngang của súng máy bay phía sau là 100°. Từ năm 1947, máy bay được trang bị với 4 pháo NS-23 23 mm ở cánh (150 viên đạn/khẩu) và pháo 20 mm B-20T ở phía sau (150 viên đạn) (BU-9). IL-10M có 4 pháo NR-23 23 mm ở cánh (150 viên đạn/khẩu) và pháo 20 mm B-20EN ở phía sau (150 viên đạn) (BU-9M). Avia B-33 có 4 pháo 23 mm NS-23RM ở cánh và pháo 20 mm B-20ET ở phía sau (BU-9M).
Trọng tải mang bom thông thường là 400 kg, tối đa là 600 kg. Đó có thể là bom bi vỡ mảnh nhỏ hoặc bom bi chống xe tăng, được gắn trong các khoang chứa bom, khoang chứa có thể gắn 4 quả bom 50–100 kg và có thể treo dưới cánh, hoặc 2 quả bom 200–250 kg dưới cánh. Những quả bom bi nhỏ được đặt trực tiếp trên các giá đỡ ở trong khoang chứa bom. Trọng tải mang tiêu biểu là 182 (tối đa là 200) 2 kg AO-2,5-2 bom vỡ mảnh, hoặc 144 PTAB-2,5-1,5 bom HEAT chống tăng. Ngoài bom, máy bay có thể mang 4 quả tên lửa không điều khiển RS-82 hoặc RS-132 được lắp trên các rãnh phóng dưới cánh. Avia B-33 cũng được trang bị để mang các kiểu tên lửa này. Mẫu Il-10 cuối cùng của Liên Xô có thể mang ống phóng ORO-82 hoặc ORO-132. Ở bộ phận đuôi là một thiết bị phóng DAG-10 với 10 lựu đạn chống máy bay hoặc sát thương với người (sau khi được ném, chúng sẽ rơi xuống bằng dù và nổ, nhưng không được ứng dụng rộng rãi trong thực thế).
Động cơ của Il-10 là một động cơ thẳng hàng hình chữ V Mikulin AM-42 12 xylanh, làm mát bằng chất lỏng, công suất duy trì 1.770 hp, công xuất cất cánh 2000 hp. Ba lưỡi trên cánh quạt loại AV-5L-24 đường kính 3.6 m. Hai thùng nhiên liệu ở trong thân: thùng phía trên động cơ chứa 440 lít, xa hơn về phía buồng lái, thùng thứ hai chứa 290 lít nhiên liệu dưới buồng lái. Máy bay có máy radio và một camera AFA-1M ở một bộ phận đằng sau thân.

## Lịch sử hoạt động

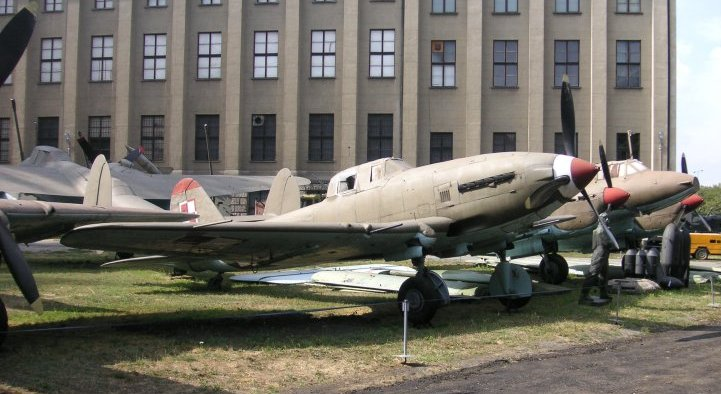
Tại bảo tàng ở Warsaw

Trong Không quân Xô viết, Il-10 bắt đầu trang bị cho các đơn vị huấn luyện vào tháng 10-1944. Tháng 1-1945, đơn vị chiến đấu Il-10 đầu tiên bắt đầu phục vụ trong Trung đoàn không quân xung kích cận vệ số 78, nhưng nó không được đưa vào hoạt động do việc huấn luyện chưa hoàn tất. Tuy nhiên, 3 đơn vị Il-10 khác cũng đã tham gia vào các cuộc chiến cuối cùng trong Chiến tranh Thế giới II tại Châu Âu. Bao gồm: Trung đoàn không quân xung kích 571 (từ 15 tháng 4-1945), Trung đoàn không quân xung kích cận vệ 108 (từ 16 tháng 4-1945) và Trung đoàn không quân xung kích cận vệ 118 (vào 8 tháng 5-1945). Khoảng 12 chiếc đã bọ phá hủy bởi hỏa lực phòng không hoặc hỏng động cơ, nhưng Il-10 đã thể hiện là một thiết kế thành công xuất sắc. Tuy 1 chiếc đã bị một chiếc Focke-Wulf Fw 190 bắn hạ, nhưng những chiếc Il-10 khác trong trung đoàn 118 đã bắn hạ và làm hư hại nhiều chiếc Fw 190 khác. Ngày 10 tháng 5-1945, một ngày sau khi Chiến tranh chấm dứt ở châu Âu, (Ngày Chiến thắng), có khoảng 120 chiếc Il-10 còn hoạt động được trong các đơn vị chiến đấu của Không quân Xô viết, và 26 chiếc không hoạt động được.
Sau khi Liên Xô tham chiến chống lại quân Nhật, với Chiến dịch Bão tháng 8, từ ngày 9 tháng 8-1945, một đơn vị Il-10, Trung đoàn không quân xung kích 26 thuộc Không quân Hải quân Thái Bình Dương, đã được sử dụng trong các trận chiến ở Bán đảo Triều Tiên, tấn công các nhóm tàu của Nhật ở Rasin, Triều Tiên và các đường xe lửa.
Sau chiến tranh, cho đến đầu thập niên 1950, Il-10 vẫn là máy bay cường kích cơ bản của Liên Xô. Nó rời khỏi biên chế vào năm 1956. Cùng lúc, công việc nghiên cứu về một máy bay cường kích phản lực bọc giáp mới (như Il-40) đã bị hủy bỏ, và Liên Xô quay trở lại với máy bay tiêm kích-ném bom. Il-10 và phiên bản chế tạo tại Tiếp Khắc B-33, đã trở thành máy bay cường kích tiêu chuẩn của các nước trong Khối Warszawa. Từ năm 1949 đến 1959, Không quân Ba Lan đã sử dụng 120 chiếc Il-10 (bao gồm 24 chiếc UIl-10), và 281 chiếc B-33. Tại Ba Lan, B-33 đã được cải tiến để mang thêm thùng nhiên liệu phụ 400 lít ở dưới cánh. Từ 1950-1960, Tiệp Khắc đã sử dụng 86 chiếc Il-10, bao gồm 6 chiếc 6 UIl-10, và khoảng 600 chiếc B-33. Từ 1949-1956, Không quân Hungaria sử dụng 159 chiếc Il-10 và B-33. Từ 1953-1960, Không quân Romania sử dụng 30 chiếc Il-10 và 150 chiếc B-33. Bulgaria cũng sử dụng một số máy bay loại này.
Vào cuối thập niên 1940, 93 chiếc Il-10 và UIl-10 đã được trao cho Bắc Triều Tiên. Chúng được sử dụng trong Trung đoàn không quân xung kích 57 hoạt động trong suốt Chiến tranh Triều Tiên. Những máy bay này ban đầu được sử dụng rất thành công trong nhiệm vụ chống lại lực lượng quân đội Nam Triều Tiên do họ có hệ thống phòng không yếu, nhưng sau đó Il-10 đã mất khá nhiều trong các cuộc chạm trán với các máy bay tiêm kích của Hoa Kỳ và bị các máy bay ném bom phá hủy ngay trên mặt đất. Sau vài tuần, chỉ còn lại khoảng 20 chiếc. Vào mùa hè năm 1950, Bắc Triều Tiên thừa nhận hầu hết máy bay đều được Liên Xô cung cấp. Bắc Triều Tiên tuyên bố đã làm chìm một tàu chiến vào 22 tháng 8-1950 bằng Il-10, nhưng thông tin này không được xác nhận.
Từ năm 1950, những chiếc Il-10 được sử dụng trong quân đội Cộng hòa Nhân dân Trung Hoa, tại hai trung đoàn của một sư đoàn không quân xung kích. Chúng được sử dụng tại các trận chiến trong cuộc xung đột với Trung Hoa Dân Quốc (Đài Loan), ở ranh giới vào tháng 1-1955. Những máy bay này tiếp tục hoạt động cho đến năm 1972. Từ năm 1957, Yemen đã sử dụng 24 chiếc B-33.

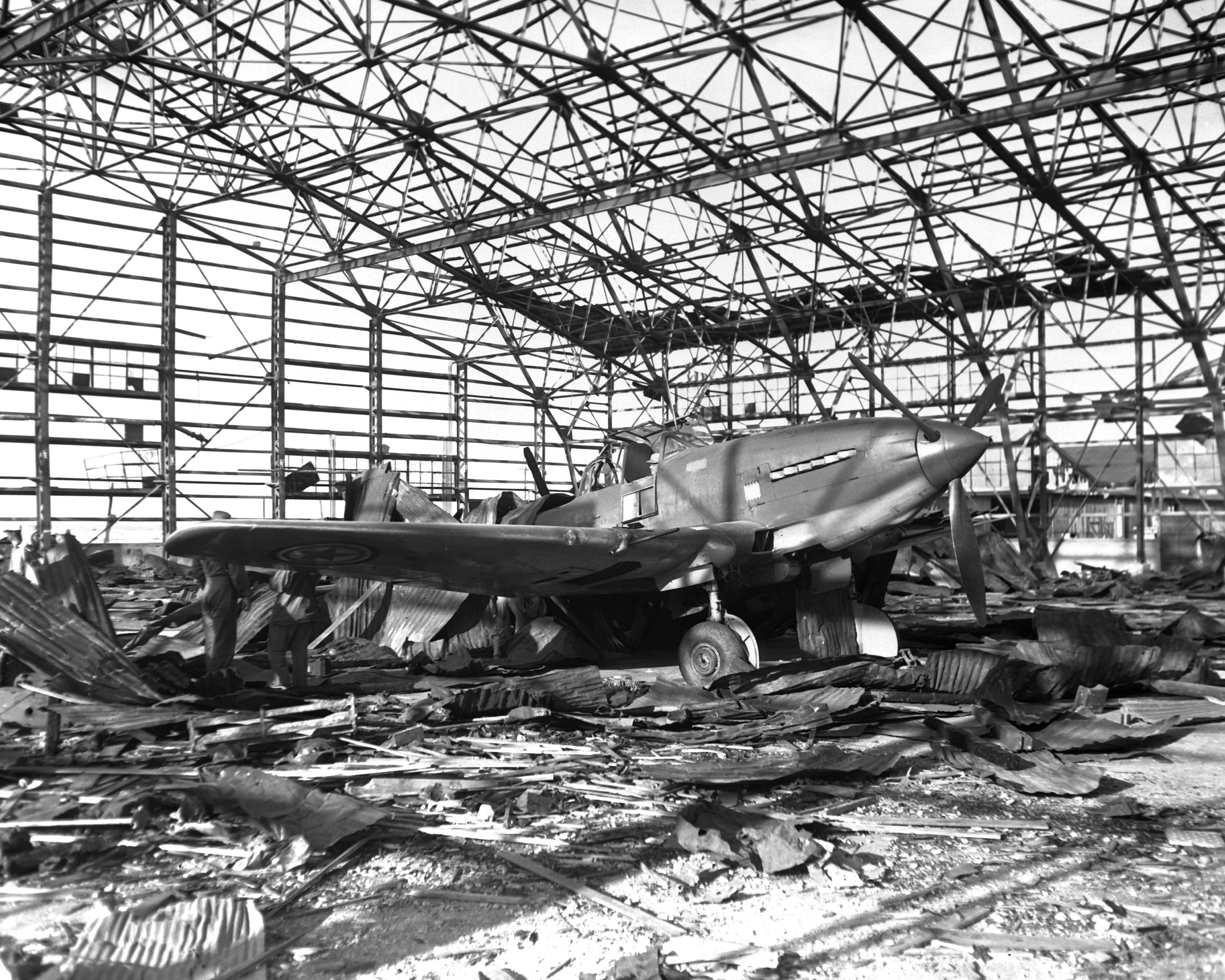
Il-10 của Không quân nhân dân Triều Tiên tại sân bay quốc tế Kimpo, Hàn Quốc, ngày 21 tháng 9 năm 1950.

## Các phiên bản
Ilyushin Il-10
Mẫu sản xuất đầu tiên.
Avia B-33/CB-33
Phiên bản chế tạo tại Tiệp Khắc theo giấy phép tại nhà máy Avia, và có tên gọi B-33 trong biên chế của Tiệp Khắc. Máy bay B-33/Il-10 được làm bằng kim loại, hai chỗ, một tầng cánh đặt thấp. Trang bị động cơ Mikulin AM-42 2.000 hp (1492 kW) (tên gọi của Tiệp Khắc là M-42). Trang bị vũ khí giống như phiên bản của Liên Xô. CB-33 là phiên bản huấn luyện, có tên riêng là "Kombajn" (combine harvester) do phi công và những người quan sát đặt cho.
Ilyushin Il-10U
Phiên bản huấn luyện được sửa đổi.
Ilyushin Il-10M
Chế tạo từ năm 1951, Il-10M có thiết kế cánh hoàn toàn mới, thân được làm dài hơn, cải tiến bộ bánh đáp và khả năng mang nhiên liệu.
Ilyushin Il-20
Phòng thiết kế Ilyushin có kế hoạch cải tiến và tạo kiểu dáng khí động học hoàn thiện với mẫu máy bay Shturmovik, công việc bắt đầu với mẫu đề xuất là Il-20, nhưng đã bị hủy bỏ.
Ilyushin Il-40
Với yêu cầu hiện đại hóa thiết kế với thế hệ phản lực, Ilyushin đã tạo ra phiên bản hai động cơ phản lực, nhưng không được quan tâm, các nhà chức trách của Liên Xô ưu đãi khái niệm về máy bay tiêm kích tấn công chiến thuật của Phương Tây và công việc bị hủy bỏ.

## Các quốc gia sử dụng
Afghanistan
- Không quân Afghan mua một số máy bay B-33 nhưng thông tin không được xác nhận.

 Bulgaria
- Không quân Bulgaria mua Il-10 đầu tiên vào năm 1947, sau đó không biết có bao nhiêu chiếc B-33 được giao. Tất cả ngừng hoạt động vào năm 1954.[3]

 Trung Quốc
- Không quân Quân giải phóng Nhân dân sử dụng Il-10 từ 1950 đến 1972.

 Tiệp Khắc

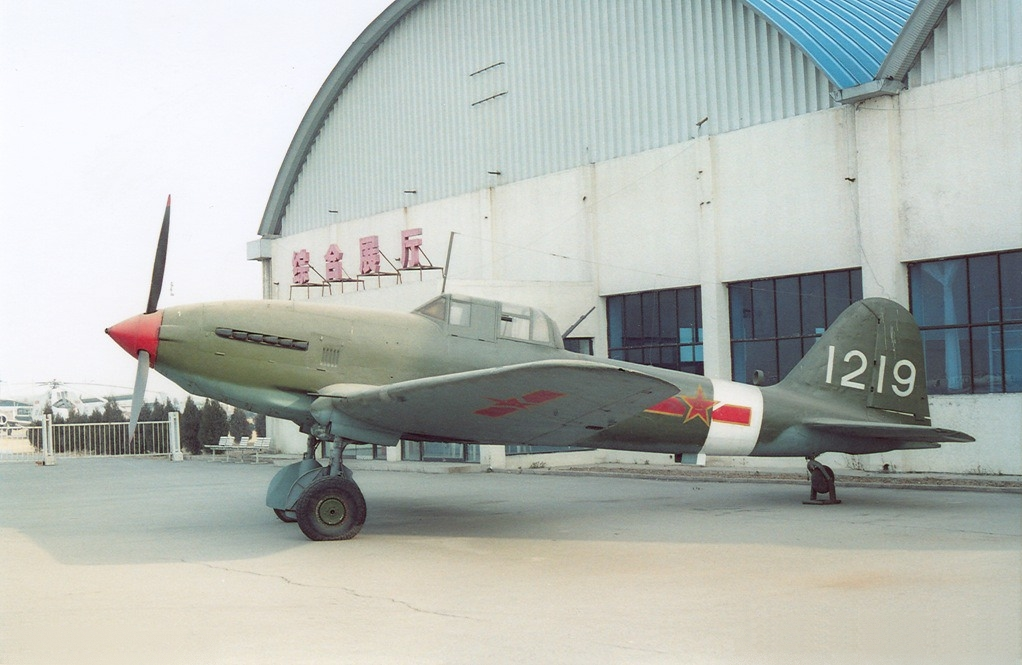
Ilyushin Il-10 của Trung Quốc

- Không quân Tiệp Khắc có khoảng 80 Il-10 và 4-6 UIl-10 vào mùa hè 1950. Thêm khoảng 600 chiếc B-33 chế tạo trong nước. Sử dụng từ 1950 dến 1962[4].

 Hungary
- Không quân Hungaria có 159 Il-10 (khoảng 14 chiếc UIl-10 huấn luyện) và sử dụng từ 1949 dến 1956. 120 chiếc đã bị phá hủy sau khi ngừng hoạt động.[3]

 Indonesia
- Không quân Indonesia không rõ số B-33 mua từ Ba Lan vào năm 1957. Máy bay được cải tiến ở Ba Lan và có thể mang thêm 300 l nhiên liệu dưới thân. Do khả năng điều khiển kém, chúng đã bị gửi trả lại Ba Lan.[3]

 North Korea
- Không quân Bắc Triều Tiên có khoảng 50 Il-10, hầu như đều được chế tạo trong WWII.[3]

 Poland
- Không quân Ba Lan có khoảng 120 Il-10 (96 Il-10 và 24 UIl-10) sử dụng từ 1949 đến 1959. Thêm vào ít nhất 281 B-33 mua trong giai đoạn 1954-1956 nhưng đều ngừng hoạt động vào năm 1961 do chất lượng thấp[5]. Polish B-33 aircraft were modified to carry additional fuel.

 România
- Không quân Romania có 30 chiếc Il-10 cũ và UIl-10 vào tháng 3 năm 1953. Sau đó có 150 B-33 được chuyển giao và sử dụng đến năm 1960.[3]

 Liên Xô
- Không quân Xô viết
- Hàng không Hải quân Xô viết

 Vương quốc Yemen
- Không quân Yemen có 24 B-33 vào năm 1957.[3]

## Thông số kỹ thuật (Il-10)

### Đặc điểm riêng
- Phi đoàn: 2
- Chiều dài: 11.12 m (36 ft 6 in)
- Sải cánh: 13.40 m (44 ft 0 in)
- Chiều cao: 4.10 m (13 ft 5 in)
- Diện tích cánh: 30 m² (322.9)
- Trọng lượng rỗng: 4.675 kg (10.305 lb)
- Trọng lượng cất cánh: 6.345 kg (14.000 lb)
- Trọng lượng cất cánh tối đa: 6.537 kg (14.410)
- Động cơ: 1× Mikulin AM-42, 1.770 hp (1.320 kW)

### Hiệu suất bay
- Vận tốc cực đại: 550 km/h trên cao 2.700 m (340 mph trên cao 8.860 ft)
- Tầm bay: 800 km (500 mi)
- Trần bay: 4.000 m (13.120 ft)
- Vận tốc lên cao:
- Lực nâng của cánh: 211 kg/m² (43.2 lb/ft²)
- Lực đẩy/trọng lượng:

### Vũ khí
- Trong chiến tranh: 2x pháo 23 mm VYa-23, 150 viên đạn mỗi khẩu và
- 2x súng máy ShKAS 7.62 mm, 750 viên đạn mỗi khẩu
- Sau chiến tranh: 4x pháo 23 mm Nudelman-Suranov NS-23 ở cánh, 150 viên đạn/khẩu
- Il-10M: 4x pháo 23 mm Nudelman-Rikhter NR-23
- Súng phía sau:
- Trong chiến tranh: 1x súng 12.7 mm UBT, 150 viên đạn
- Sau chiến tranh & phiên bản "M": 1x pháo 20 mm Berezin B-20, 150 viên đạn
- 600 kg (1.320 lb) bom

## Nội dung liên quan

### Máy bay có cùng sự phát triển
- Ilyushin Il-2
- Ilyushin Il-8
- Ilyushin Il-16

### Máy bay có tính năng tương đương
- Sukhoi Su-6
- A-1 Skyraider

### Danh sách khác
- Danh sách máy bay trong Chiến tranh Thế giới II
- Danh sách máy bay cường kích